# Вилласимиус
Вилласими́ус (итал. Villasimius) — коммуна в Италии, располагается в регионе Сардиния, подчиняется административному центру Кальяри.
Население составляет 2887 человек, плотность населения составляет 49,76 чел./км². Занимает площадь 58,02 км². Почтовый индекс — 9049. Телефонный код — 070.
Покровителем коммуны почитается святой архангел Рафаил, празднование 24 октября.